# Meschac Gaba
Meschac Gaba (Cotonou, 29 dicembre 1961) è un artista beninese.
Vive e lavora tra la Repubblica del Benin e i Paesi Bassi.

## Biografia
Meschac Gaba lavora nella Repubblica del Benin tra il 1991 e il 1996. Nel 1996 si reca in Olanda, per una residenza presso la Rijksakademie van beeldende kunsten di Amsterdam.

## Pratica artistica
Nel 1997 inaugura al Rijksmuseum a Leida, il Museo d'Arte Africana Contemporanea, un progetto nel quale l'artista installata 12 sale, si tratta di un museo nomade che viaggia tra varie istituzioni in cinque anni, culminando con Humanist Space a Documenta 11. Altre installazioni includono il Museum Restaurant (esposto a Amsterdam, 1999), la Games Room (a Besançon, in Francia, nel 1999 e a Bruxelles e Gent nel 2000), la Library of the Museum (Witte de With, 2001), e il Salon (Palais de Tokyo, Parigi, 2002). 
Attualmente, il Museo di Arte Africana Contemporanea si trova al Centro Atlántico de Arte Moderno (CAAM) di Las Palmas de Gran Canaria.
Un'altra opera che lo ha portato alla fama è Tresses. Nasce durante la sua residenza al PS1 di New York nel 2005. Passeggiando per le strade di Manhattan, Meschac Gaba ha la sensazione che i grattacieli si posino sulla testa delle persone. Decide di commissionare una serie di parrucche che ricordino la forma degli edifici più importanti di New York e Cotonou, capitale del Benin, per trasmettere un messaggio di pace.

## Mostre

### Mostre personali
| - 1991 Meschac Gaba, Centre Culturelle Français de Cotonou, Bénin. - 1993 Biennale de Dakar, Galerie Ife, Dakar, Senegal. - 1995 Art Festival pour la Francophonie, Palace of the President of Bénin, Cotonou. - 1997 Moneta Exotica. Oorspronkelijk geld uit de hele wereld: Draft Room - Museum of Contemporary African Art, Rijksmuseum Het Koninklijk Penningkabinet, Leida, Paesi Bassi Bazar Bizar, Tropenmuseum, Amsterdam - 1998 Missing Links: Draft Room - Museum of Contemporary African Art, Praterinsel, Monaco di Baviera. Museum of Contemporary African Art, De Nederlandsche Bank, Amsterdam. Architecture of the Museum - Museum of Contemporary African Art, Gate Foundation, Amsterdam. Meschac Gaba, SBK knsm-eiland, Amsterdam. - 1999 Summer Collection - Museum of Contemporary African Art, Vrije Universiteit, Amsterdam. Salle de Jeux - Museum of Contemporary African Art, Le Pavé Dans La Mare, Besançon, Francia. Museum Restaurant - Museum of Contemporary African Art, W139, Amsterdam. Vente en gros et detaille, Lumen Travo Gallery, Amsterdam. - 2000 Meschac Gaba: Salle de Jeux - Museum of Contemporary African Art, S.M.A.K. Gand, Belgio. Game Room - Museum of Contemporary African Art, Crown Gallery, Bruxelles. Spielregeln / Rules of the Game, Galerie Gebauer, Berlino, Germania. - 2001 Marriage Room - Museum of Contemporary African Art, INOVA, Milwaukee, Wisconsin. Library of the Museum - Museum of Contemporary African Art, Witte de With, Rotterdam. Ensemble : Michel François & Meschac Gaba, Galerie Lumen Travo, Amsterdam. Der Inforaum / The Info-room, Kunsthalle Berna, Svizzera. - 2002 Library of the Museum - Museum of Contemporary African Art, Falaki Gallery, American University of Cairo, Egitto Museum Shop for Sale and Museum Living Room for Sale - Museum of Contemporary African Art, Artra Gallery, Milano and Genova Le Discothéque du Musée - Museum of Contemporary African Art, SBK Tramremise (Stichting Beeldende Kunst), Amsterdam Le Salon du Musée - Museum of Contemporary African Art, Palais de Tokyo, Parigi | - 2003 Atlantique, Lumen Travo Gallery, Amsterdam - 2004 Peace Maker, Ernest G. Welch School of Arts & Design, Gallery of the Georgia State University, Atlanta, Georgia - 2005 Library of the Museum, BiblioNova, Geleen, Paesi Bassi, Glue Me Peace, Tate Modern, Londra Le Pain Migrateur, Artra Gallery, Milano Meschac Gaba: Tresses, The Studio Museum, Harlem, New York Peace Maker, Lumen Travo Gallery, Amsterdam, Paesi Bassi - 2006 Tresses, Iniva, London, (street performance) Défilé de perruques, City of Paris, (street performance) Meschac Gaba / Hermann Pitz: Tresse, Galerie Fernand Leger, Ivry, Paris (two-person exhibition) Glue Me Peace, Nobel Peace Center, Oslo, Norway - 2007 Tresses and Other Recent Projects, Johannesburg Art Gallery Tresses, Michael Stevenson, Città del Capo - 2009 Museum for Contemporary African Art & More, Museum de Paviljoens, Almere, Paesi Bassi; Kunsthalle Fridericianum, Kassel, Germania The Street, Michael Stevenson, Città del Capo - 2010 Perruques-Architecture, CeSAC Centro Sperimentale per le Arti Contemporanee, il Filatoio di Caraglio, Caraglio, Italia. Museum for Contemporary African Art & More, Centro Atlántico de Arte Moderno, Las Palmas, Canarie |